# HD 155102
HD 155102，又名BD+40 3103，SAO 46502、HR 6376，是一颗恒星，视星等为6.34，位于銀經64.9，銀緯36.29，其B1900.0坐标为赤經17h 4m 30.9s，赤緯+40° 36.29′ 48″。